# Harry Beaumont

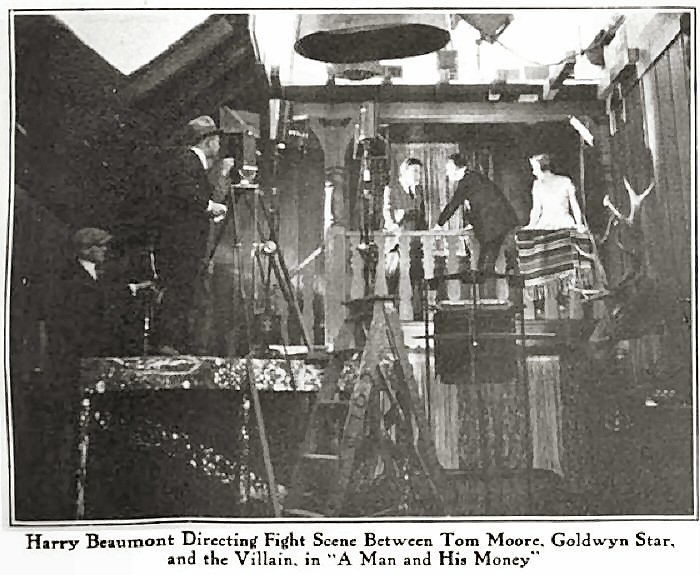
Harry Beaumont während Aufnahmen zum Film A Man and His Money

Harry Beaumont (* 10. Februar 1888 in Abilene, Kansas; † 22. Dezember 1966 in Santa Monica, Kalifornien; eigentlich Louis de Beaumont) war ein US-amerikanischer Filmregisseur.

## Leben
Beaumont war einer der produktivsten Regisseure in Hollywood in den 1920er und 1930er Jahren. Er drehte Filme für 20th Century Fox, Metro-Goldwyn-Mayer und Warner Bros. In den Jahren vor dem Ersten Weltkrieg arbeitete er zunächst in New Yorker Varietés, bevor er ab 1912 für die Edison Film Company als Darsteller in zahlreichen Kurzfilmen zu sehen war. In dieser Zeit verfasste er auch seine ersten Drehbücher. 1914 führte er erstmals Regie in My Friend from India. Zwei Jahre später arbeitete er für die Essany Studios. Als er bekannt geworden war, drehte er mit Lewis Milestone 1924 Main Street, mit John Barrymore 1924 den Film Beau Brummel und 1928 das Stummfilmmusical Our Dancing Daughters mit Joan Crawford in der Hauptrolle. 1929 schließlich beauftragte ihn Metro-Goldwyn-Mayer mit dem ersten im Tonverfahren gedrehten Musical The Broadway Melody of 1929, für das Beaumont 1930 eine Oscarnominierung erhielt. Er drehte zwar für Metro-Goldwyn-Mayer bis 1948 noch zahlreiche weitere Tonfilme, jedoch reichten diese an seine Erfolge in der Stummfilmzeit nicht heran. Nach seinem Tod im Alter von 78 Jahren wurde er im großen Mausoleum des Forest Lawn Memorial Park in Glendale, Kalifornien, bestattet. Harry Beaumont war mit der Schauspielerin Hazel Daly (* 1890; † 1987) verheiratet, mit der er Zwillingstöchter hatte.

## Filmografie (Auswahl)
- 1914: My Friend from India
- 1919: The Gay Lord Quex
- 1919: A Wild Goose Chase
- 1920: Stop Thief
- 1922: Very Truly Yours
- 1923: Crinoline and Romance
- 1923: Main Street
- 1924: Die Liebesaffären des Beau Brummel – Glück und Ende des englischen Casanovas (Beau Brummel)
- 1926: Womanpower
- 1928: Forbidden Hours
- 1928: Our Dancing Daughters '
- 1929: Broadway-Melodie (The Broadway Melody)
- 1930: Our Blushing Brides
- 1931: Irrwege des Lebens (Dance, Fools, Dance)
- 1931: Laughing Sinners
- 1931: The Great Lover
- 1931: West of Broadway
- 1933: When Ladies Meet
- 1933: Should Ladies Behave
- 1937: Der Held im Ring (When’s Your Birthday?)
- 1945: Twice Blessed
- 1948: Alias a Gentleman